# Futbolen Klub Sportist Svoge
Il Futbolen Klub Sportist Svoge (in bulgaro Футболен Клуб Спортист Своге?), meglio noto come Sportist, è una società calcistica bulgara con sede nella città di Svoge. Milita nella Vtora liga, la seconda divisione del campionato bulgaro.
Disputa le partite interne allo stadio Čavdar Cvetkov di Svoge (3 500 posti).

## Storia
Fondato nel 1924 come club sportivo dai colori blu e bianco, nel 1949, dopo la riorganizzazione, fu denominato DSNM Svoge. Dal 1952 al 1954 adottò il nome di Minjor Svoge e dal 1954 al 1957 quello di FK Svoge. Nel 1957 passò a chiamarsi Sportist Svoge.
Dopo aver militato per decenni nelle serie minori (terza e quarta divisione), nel 2006-2007 ottenne la promozione in seconda serie, dove esordì con il sesto posto finale. Nel 2008 l'allenatore Aleksandăr Aleksandrov pose le basi per il consolidamento nella categoria, ma la formazione di Svoge bruciò le tappe dato che già nel 2008-2009 ottenne il secondo posto, accedendo ai play-off per la promozione in massima serie, che vinse contro i pronostici battendo il Nafteks Burgas per 6-4 ai tiri di rigore. Per lo Sportist fu la prima promozione nella divisione di vertice del calcio bulgaro. Nel 2009-2010 lo Sportist riuscì a vincere cinque partite di massima serie, di cui quattro in casa, e ottenne in totale 19 punti, insufficienti per evitare la retrocessione.
Le successive due annate videro il club ottenere sempre il secondo posto in seconda serie, con conseguente qualificazione ai play-off, risoltisi tuttavia con l'eliminazione in ambo le occasioni. Prima della stagione 2013-2014 lo Sportist fu escluso dal campionato cadetto per problemi finanziari e declassato in quarta serie, categoria che lasciò subito, guadagnando la promozione immediata in terza serie. Seguì un biennio in terza divisione, poi un altro campionato di quarta serie, dove lo Sportist restò sino al 2017-2018, stagione conclusasi con la promozione in terza divisione. Nel 2018-2019 ottenne il quindicesimo posto in terza divisione, ma l'anno seguente fu in grado di centrare la promozione in cadetteria grazie al terzo posto finale e all'esclusione del Pomorie dal campionato cadetto.

## Organico

### Rosa
Aggiornata al 1º febbraio 2020.
| N. |                     | Ruolo | Calciatore         |
| -- | ------------------- | ----- | ------------------ |
| 1  | Bulgaria (bandiera) | P     | Stanislav Dimitrov |
| 2  | Bulgaria (bandiera) | D     | Simeon Ivanov      |
| 3  | Bulgaria (bandiera) | D     | Giulio Charlov     |
| 4  | Bulgaria (bandiera) | D     | Radoslav Iliev     |
| 5  | Bulgaria (bandiera) | D     | Antoan Asenov      |
| 6  | Bulgaria (bandiera) | D     | Milen Kikarin      |
| 7  | Bulgaria (bandiera) | C     | Tomi Kostadinov    |
| 8  | Bulgaria (bandiera) | C     | Nikolay Dyulgerov  |
| 9  | Bulgaria (bandiera) | D     | Borislav Stoychev  |
| 10 | Bulgaria (bandiera) | C     | Daniel Vasev       |
| 11 | Bulgaria (bandiera) | C     | Kaloyan Angelov    |
| 12 | Bulgaria (bandiera) | P     | Nikolay Radev      |

| N. |                     | Ruolo | Calciatore               |
| -- | ------------------- | ----- | ------------------------ |
| 13 | Bulgaria (bandiera) | C     | Kiril Yanakiev           |
| 14 | Bulgaria (bandiera) | C     | Deyan Borisov (capitano) |
| 15 | Bulgaria (bandiera) | A     | Marian Hadzhiev          |
| 16 | Bulgaria (bandiera) | C     | Kristiyan Petkov         |
| 17 | Bulgaria (bandiera) | C     | Mihail Petrov            |
| 18 | Bulgaria (bandiera) | C     | Steven Kirilov           |
| 19 | Bulgaria (bandiera) | D     | Bogomil Bogomilov        |
| 20 | Bulgaria (bandiera) | C     | Aleksandar Mihaylov      |
| 21 | Bulgaria (bandiera) | A     | Vasil Kaloyanov          |
| 22 | Bulgaria (bandiera) | C     | Stefan Alichkov          |
| 33 | Bulgaria (bandiera) | P     | Vasil Valchev            |